# Giuseppe Antonio Paganelli
Giuseppe Antonio Paganelli (Padua, 6 de marzo de 1710-1764, probablemente en Madrid) fue un cantante y compositor de origen italiano, que trabajó en varias ciudades europeas. Fue un representante musical del barroco tardío, que utilizó los recursos del estilo galante.

## Biografía
Paganelli nació en una familia acomodada y recibió una amplia educación general. Se cree que Giuseppe Tartini fue uno de sus maestros de música.
Entre 1731 y 1732 formó parte de la Accademia dei dilettanti componiendo un oratorio y cantatas para el público de Padua.  que creó para la ópera en Venecia  Entre 1732 y 1733 compuso para la ópera de Venecia las obras La caduta di Leone y Tigrane. A partir de 1733 trabajó como clavecinista en un conjunto operístico de Augsburgo dirigido por Antonio María Peruzzi. Durante 1736 permaneció en Rheinsberg, y en 1738 fue nombrado maestro de música de cámara en la corte de Guillermina de Prusia, donde su esposa Johanna trabajó a su vez como cantante.
No hay registros directos de la época posterior, pero se sabe que Paganelli estuvo sin trabajo fijo en sitios como Brunswick ( 1737-1739 ), Gotha, Durlach y Múnich ( 1747 ) . Paralelamente aparecieron óperas de su autoría en sitios tan distantes como Venecia ( 1742-1743 ) y Florencia ( 1746 ).
A partir de 1756 se le atribuye en las partituras publicadas el título de «maestro de música de cámara del rey de España», por lo que probablemente residía para esas época en Madrid. La edición parisina de sus «30 dúos» realizada en 1764 por Leloup, las presenta como  «oeuvre dernier», de lo que se deduce que para ese año había ya fallecido. 

## Obra
La obra de Paganelli se deriva de la tradición italiana de ópera seria. Trabaja mayormente en Alemania, donde era habitual combinar elementos del estilo italiano, francés y alemán y escribe en el estilo galante. Sus obras para piano fueron muy apreciadas por los intérpretes del instrumento hasta ya iniciado el Siglo XIX.

### Música vocal
- Apoteosi di Alcide, Cantata (1731/32, Padua, no se conserva)
- Il figliul prodigo, Oratorio (1731/32, Padua, no se conserva)
- Narciso al fonte, Cantata (1731/32, Padua)
- Seis odas a Horacio para soprano. (Quinti Horatii Flacci odae sex selectae fidibus vocalique musicae... restitutae), 1745.
- Premier recueil d'ariettes italiennes et françoises avec simfonie, 1745.
- Arias (diversos manuscritos)

## Obras escénicas
Las óperas se conocen únicamente por su nombre:
- La caduta di Leone, imperator d'Oriente (Otoño de 1732, Venecia)
- Ginestra e Lichetto (Carnaval de 1733, Venecia)
- Tigrane (Carnaval de 1733, Venecia)
- La pastorella regnante (Año nuevo de 1735, Praga)
- Arrenione (1736, Brunswick)
- Artaserse (1737, Brunswick)
- L'asilo d'amore (1737, Brunswick)
- Tirsi (1737, Wolfenbüttel)
- Farnace (1738, Brunswick)
- Barsina (Otoño de 1742, Venecia)
- Engelberta (Carnaval de 1743, Venecia)
- La forza del sangue (Carnaval de 1743, Venecia)
- Rosmira (1746, Florencia)